# Quận Maverick, Texas
Quận Maverick (tiếng Anh: Maverick County) là một quận trong tiểu bang Texas, Hoa Kỳ. Quận lỵ đóng ở thành phố Eagle Pass6. Theo kết quả điều tra dân số năm 2000 của Cục điều tra dân số Hoa Kỳ, quận có dân số 47297 người2}.

## Thông tin nhân khẩu
Theo điều tra dân số 2 năm 2000, quận có dân số 47.297 người, 13.089 hộ gia đình, và 11.230 gia đình sống trong quận. Mật độ dân số là 37 người cho mỗi dặm vuông (14/km ²). Có 14.889 đơn vị nhà ở với mật độ trung bình là 12 cho mỗi dặm vuông (4/km ²). Cơ cấu chủng tộc dân cư sinh sống tại quận này là 70,89% người da trắng, 0,31% da đen hay Mỹ gốc Phi, 1,34% người Mỹ bản xứ, 0,39% người châu Á, 0,04% người đảo Thái Bình Dương, 24,08% từ các chủng tộc khác, và 2,95% từ hai hoặc nhiều chủng tộc. 95,01% dân số là người Hispanic hay Latino thuộc một chủng tộc nào.
Có 13.089 hộ, trong đó 51,60% có trẻ em dưới 18 tuổi sống chung với họ, 66,50% là các cặp vợ chồng sống với nhau, 16,00% có hộ là một nữ không có chồng hiện diện, và 14,20% là không có gia đình. 12,90% của tất cả các hộ gia đình được làm bởi những cá nhân và 6,60% có người sống một mình 65 tuổi trở lên là ai. Bình quân mỗi hộ là 3,60 và cỡ gia đình trung bình là 3,98.
Trong quận, độ tuổi dân số với 36,90% ở độ tuổi dưới 18, 9,20% 18-24, 26,70% 25-44, 17,70% 45-64, và 9,50% người 65 tuổi trở lên. Độ tuổi trung bình là 28 năm. Cứ mỗi 100 nữ có 91,90 nam giới. Cứ mỗi 100 nữ 18 tuổi trở lên, có 86,40 nam giới.
Thu nhập trung bình cho một hộ gia đình trong quận là 21.232 $, và thu nhập trung bình cho một gia đình là $ 23.614. Nam giới có thu nhập trung bình $ 20.956 so với 15.662 $ cho phái nữ. Thu nhập trên đầu cho quận là 8.758 $. 34,80% dân số và 32,00% của các gia đình đang dưới mức nghèo khổ. Trong tổng dân số, 40,60% những người ở độ tuổi dưới 18 và 40,90% của những người 65 tuổi trở lên đang sống dưới mức nghèo khổ. Căn cứ vào thu nhập bình quân đầu người, Maverick là một trong những huyện nghèo nhất tại Hoa Kỳ.